# فعالية الفريق
فعالية الفريق (أيضًا فعالية المجموعة)، مقدرة الفريق لتحقيق الغايات أو الأهداف التي يديرها موظف معتمد أو منظمة. والفريق عبارة عن مجموعة من الأفراد المتكافلين في مهامهم، ويتشاركون المسؤولية عن النتائج، ويعتبرون أنفسهم وحدة مدمجة في نظام مؤسسي أو تنظيمي تعمل ضمن الحدود المحددة لهذا النظام. أقامت الفرق والمجموعات علاقة مترادفة ضمن العمليات والبحوث المتعلقة بفعاليتها (أي تماسك المجموعة والعمل بروح الفريق) مع الحفاظ على استقلاليتهما كوحدتين منفصلتين، إذ أن كل من المجموعات وأعضاء المجموعات وحدتان مستقلتان عن دور أو مهارة أو معرفة أو أهداف بعضهما، بينما تعتمد الفرق وأعضاؤها على دور ومهارات ومعرفة وأهداف بعضهم البعض.
تتوفر ستة نماذج مختلفة لفعالية الفريق: نموذج روبن وكلوفنك وفراي للأهداف والأدوار والعمليات والعلاقات الشخصية، ونموذج كاتزنباك وسميث، ونموذج تي سيفين، ونموذج لافاستو ولارسون، ونموذج هاكمان، ونموذج لينسيوني.

## نظرة عامة
تُقيّم فعالية الفريق من خلال مجموعة متنوعة من المكونات المتعلقة بالبحث والنظريات التي تساعد في وصف الطبيعة متعددة الأوجه لفعالية الفريق. ووفقًا لهاكمان (1987)، يمكن تحديد فعالية الفريق من خلال ثلاثة معايير:
1. المخرجات: يجب أن تفي المخرجات النهائية التي ينتجها الفريق بالمعايير التي حددتها المكونات الرئيسية داخل المنظمة أو تتجاوزها.
2. العمليات الاجتماعية: يجب أن تتعزز العمليات الاجتماعية الداخلية الفاعلة أثناء تفاعل الفريق، أو أن تحافظ -على الأقل- على قدرة المجموعة على العمل بشكل جماعي في المستقبل.
3. التعلم: يجب أن تلبي تجربة العمل في بيئة الفريق الاحتياجات الشخصية لأعضاء الفريق بدلًا من أن تفاقمها.[11]

ينبغي تقييم فعالية الفريق حتى نتمكن من تقييم هذه المعايير بشكل مناسب، ويتضمن ذلك مقياسًا لأداء المهمة النهائية للفرق بالإضافة إلى المعايير التي تُقيّم من خلالها العمليات ضمن المجموعة. تشمل البنى الثلاث الرئيسية المدروسة للعمليات داخل المجموعة ما يلي: الصراع داخل المجموعة، وتماسك الفريق، وفعالية الفريق. يعذّ الصراع داخل المجموعة جزءًا لا يتجزأ من العملية التي يمر بها الفريق وفعالية الوحدة المتشكلة. ميزت الأبحاث السابقة بين عنصرين من الصراع داخل المجموعة:
- صراع العلاقات: عدم التوافق بين أعضاء الفريق مثل الانزعاج والعداء.
- تضارب المهام: عندما ينقل الأعضاء أفكارًا وآراء متباينة حول جوانب محددة تتعلق بإنجاز المهمة.

يُنظر إلى تماسك الفريق على أنه مؤشر عام للتفاعل الجماعي التآزري أو سير العملية. كما رُبط التماسك بزيادة التنسيق أثناء مهام الفريق وكذلك تحسين الرضا والإنتاجية والتفاعلات الجماعية. تشير فعالية الفريق إلى تصورات أعضاء الفريق لكفاءة الفريق المتعلقة بمهمة محددة. يُعتقد أن هذا البناء يخلق إحساسًا بالثقة ضمن الفريق ويمكّن المجموعة من المثابرة عند مواجهة المشقات.
أظهر البحث خمسة شروط لتحسين فعالية الفريق وفقًا لهاكمان (2002):
1. فريق حقيقي: استقرار في عضوية المجموعة بمرور الوقت.
2. الاتجاه المُقنِع: غرض واضح يعتمد على الأهداف النهائية.
3. البنية التمكينية: يجب أن تنتج ديناميكية المجموعات ما هو جيد لها وليس ما هو سيئ.
4. الدعم الاجتماعي: يجب أن يكون للمجموعة نظام تعاوني صحيح.
5. التدريب: فرص للمدرب لتقديم المساعدة.[15]

يهدف مشروع أرسطو، وهو مبادرة متعددة السنوات من قبل غوغل إنك، إلى تحديد خصائص الفريق المثالي في مكان العمل، وقد وجد شروطًا مشابهة لفعالية المجموعة تقريبًا. ووجدوا أن أهم عامل هو الأمان النفسي. وشملت العوامل الرئيسية الأخرى في الإنتاجية: الموثوقية، والكيان والوضوح، والمعنى الشخصي، وشعور كل عضو في الفريق بأنه يحقق تأثيرًا.

## فرق العمل
فرق العمل (يشار إليها أيضًا باسم فرق الإنتاج والخدمة)، وحدات عمل متواصل مسؤولة عن إنتاج السلع أو تقديم الخدمات للمؤسسة. وعضوية هذه الفرق مستقرة غالبًا، وعادة ما تكون بدوام كامل، وهي واضحة المعالم. تُوجه هذه الفرق بشكل تقليدي من قبل مشرف يكلف العمل الذي ينبغي إنجازه، ويحدد من يقوم به، وبأي طريقة ينفذ. تُوظف فرق العمل بفعالية في قطاعات التصنيع مثل التعدين والملابس والقطاعات القائمة على الخدمات مثل المحاسبة التي تستخدم أفرقة مراجعة الحسابات.

## فرق العمل المدارة ذاتيًا
فرق العمل المدارة ذاتيًا (والتي يشار إليها أيضًا باسم مجموعات العمل المستقلة)، تسمح لأعضائها بتقديم مساهمة أكبر في العمل وتشكيل ميزة تنافسية كبيرة للمنظمة. تحدد فرق العمل هذه كيفية إنجاز الأهداف الموكلة إليها لتحقق- وتقرر- المسار الذي ستسلكه لإكمال المهمة الحالية. يُوكل إلى فرق العمل المدارة ذاتيًا مسؤولية تخطيط إجراءات العمل الخاصة بهم، وجدولتها وتنظيمها وتوجيهها ومراقبتها وتقييمها. يقومون أيضًا باختيار أعضائهم وتقييم أداء الأعضاء. وفرق العمل المدارة ذاتيًا مفضلة بفعاليتها على الفرق المُدارة تقليديًا نظرًا لقدرتها على تعزيز الإنتاجية والتكاليف وخدمة العملاء والجودة والسلامة.
لا تحقق فرق العمل المدارة ذاتيًا رغم ذلك، نتائج إيجابية دائمًا. يمكن أن تكلّف هذه الفرق الكثير حتى تبدأ، مع احتمالية حدوث صراع كبير، ويصعب غالبًا مراقبة التقدم المحرز فيها. أدى الانتقال إلى فرق العمل المدارة ذاتيًا في ليفي شتراوس وشركاؤه في تسعينيات القرن العشرين إلى خلق تنافسية بين العمال ذوي المهارات والكفاءة العالية ونظرائهم الأقل كفاءة، إذ شعر العمال الأكفأ بأن الأبطأ منهم لم يساهموا بشكل كافٍ في الفريق.

## الفرق الموازية
الفرق الموازية (يشار إليها أيضًا باسم فرق المشورة والمشاركة)، تعمل على تجميع الأشخاص من وحدات العمل أو الوظائف المختلفة لأداء وظائف لا تكون المنظمة العادية مجهزة لأدائها بجودة. تُمنح هذه الفرق سلطة محدودة ولا يمكنها سوى تقديم توصيات للأفراد الأعلى في التسلسل الهرمي التنظيمي. تُوظف الفرق الموازية لمعالجة المشاكل والأنشطة التي تحتاج إلى مراجعة أو تحسين. تعد حلقات الجودة وفرق العمل المعنية وفرق تحسين الجودة ومجموعات مشاركة الموظفين من الأمثلة على الفرق الموازية. أثبتت الفرق الموازية فعاليتها من خلال استمرار توظيفها، وتوسعها في جميع المنظمات نظرًا لقدرتها على تحسين الجودة وزيادة مشاركة الموظفين.

## فرق المشاريع
فرق المشاريع (يشار إليها أيضًا باسم فرق التطوير)، تنتج منتجات وخدمات جديدة لمنظمة أو مؤسسة على أساس غير متكرر أو على أساس محدود، وتعود حقوق الملكية لهذا المنتج أو الخدمة الجديدة إلى المؤسسة التي أُنتج لها المنتج بمجرد اكتماله. قد تختلف مهمة هذه الفرق من مجرد تحسين مشروع أو مفهوم أو خطة حالية إلى إنشاء مشاريع جديدة تمامًا مع قيود قليلة جدًا. تعتمد فرق المشاريع على كون أعضائها على دراية ومعرفة جيدة بالعديد من التخصصات والوظائف، إذ يمكنهم ذلك من إكمال المهمة بفعالية. وبمجرد اكتمال المشروع، يتفكك الفريق وينتقل أعضاؤه بشكل فردي إلى وظائف خاصة أخرى، أو قد ينتقل إلى المشاريع والمهام الأخرى التي يمكن أن ينجزها أو يطورها كوحدة. تعدّ الفرق متعددة الوظائف من الأمثلة الشائعة لفرق المشاريع. ترتبط فعالية فريق المشروع بالسرعة التي يمكنه بها إنتاج منتجات وخدمات جديدة وتطويرها، مما يقلل من الوقت المنفق في المشاريع الفردية.

## فرق الإدارة
فرق الإدارة (يشار إليها أيضًا باسم فرق العمل والتفاوض)، تتولى مسؤولية تنسيق القسم داخل مؤسسة أو منظمة وتوجيهه، خلال مختلف المشاريع المكلّفة والمهام والمبادرات الوظيفية والتشغيلية و/أو الاستراتيجية. تعد فرق الإدارة مسؤولة عن الأداء الكلي للقسم الذي تشرف عليه فيما يتعلق بالعمليات اليومية وتفويض المهام والإشراف على الموظفين. تعتمد سلطة هذه الفرق على منصب الأعضاء في الهيكل التنظيمي للشركة أو المؤسسة. تتكون فرق الإدارة هذه من مدراء من أقسام مختلفة (مثل نائب رئيس التسويق، ومساعد مدير العمليات).
تعدّ فرق الإدارة التنفيذية مثالًا على الفرق الإدارية، وتتكون من أعضاء من أعلى التسلسل الهرمي للمؤسسة، مثل الرئيس التنفيذي ومجلس الإدارة ومجلس الأمناء، وما إلى ذلك، وهم من يؤسسون المبادرات الاستراتيجية التي ستنفذها الشركة خلال فترة طويلة الأمد (حوالي 3-5 سنوات). أثبتت فرق الإدارة فعاليتها من خلال استخدام خبراتها لمساعدة الشركات في التكيف مع المشهد الحالي للاقتصاد العالمي، مما ساعدهم على التنافس مع منافسيهم في أسواقهم الخاصة، وإنتاج مبادرات فريدة تميزهم عن منافسيهم، وتمكين الموظفين المسؤولين عن نجاح المنظمة أو المؤسسة.